# شال (خلخال)
شال روستایی است که در استان اردبیل، شهرستان خلخال، بخش شاهرود، دهستان شال قرار دارد.

## جمعیت
بر اساس سرشماری سال ۱۳۸۵ جمعیت این روستا ۱۵۹۴ نفر با ۳۷۸ خانوار بوده‌است. مردم شال به زبان تاتی سخن می‌گویند.